# 岡山県道469号倉敷総社線
岡山県道469号倉敷総社線（おかやまけんどう469ごう くらしきそうじゃせん）は、倉敷市から総社市に至る一般県道である。

## 概要
倉敷市平田から総社市駅前一丁目に至る。
1954年（昭和29年）から1993年（平成5年）には同名の主要地方道が存在した。ただし、本路線はこの主要地方道の区域をまったく継承していない。

### 路線データ
- 起点：倉敷市平田（国道429号交点）
- 終点：総社市駅前一丁目（総社西中学校前交差点、国道180号交点）
- 総延長：8.1 km
- 実延長：7,6 km[1]

## 歴史
- 1995年（平成7年）7月1日 - 岡山県告示第426号により認定される。
- 2013年（平成25年）9月12日 - 14時、倉敷市平田（国道429号） - 倉敷市浅原（浅原峠）間のバイパスが供用開始となる[2]。

## 路線状況

### 重複区間
- 岡山県道421号総社停車場線（総社市真壁 - 倉敷市駅前二丁目、延長376 m）

## 地理

### 通過する自治体
- 岡山県
  - 倉敷市 - 総社市

### 交差する道路
| 交差する道路                           | 市町村名 | 交差する場所 | 交差する場所                |
| -------------------------------------- | -------- | ------------ | --------------------------- |
| 国道429号                              | 倉敷市   | 平田         | 起点                        |
| 岡山県道270号清音真金線                | 総社市   | 清音三因     | 総社南高入口交差点          |
| 岡山県道421号総社停車場線 重複区間起点 | 総社市   | 真壁         |                             |
| 岡山県道421号総社停車場線 重複区間終点 | 総社市   | 駅前二丁目   |                             |
| 国道180号                              | 総社市   | 駅前一丁目   | 総社西中学校前交差点 / 終点 |

### 交差する鉄道
- 山陽新幹線

### 沿線
- 岡山県立総社南高等学校
- 安養寺
- 福山城跡 - 南北朝時代の山城の跡
- 総社市立総社西中学校

### 峠
- 浅原峠（倉敷市 - 総社市）